# Lista de filmes portugueses de 1949
Lista de filmes portugueses de longa-metragem lançados comercialmente em Portugal em 1949, nas salas de cinema.
Notas: Na secção coprodução, passando o cursor sobre a bandeira aparecerá o nome do país correspondente.
| # | Filme                      | Realização                     | Género                     | Estreia        | Coprodução |
| - | -------------------------- | ------------------------------ | -------------------------- | -------------- | ---------- |
| 1 | ¡Fuego!                    | Arthur Duarte                  | Drama                      | 5 de julho     | Espanha    |
| 2 | Heróis do Mar              | Fernando Garcia                | Drama                      | 14 de março    | —          |
| 3 | A Morgadinha dos Canaviais | Caetano Bonucci Amadeu Ferrari | Drama                      | 4 de março     | —          |
| 4 | Ribatejo                   | Henrique Campos                | Drama                      | 13 de setembro | —          |
| 5 | Sol e Toiros               | José Buchs                     | Drama, comédia             | 29 de julho    | —          |
| 6 | Vendaval Maravilhoso       | José Leitão de Barros          | Drama, biografia, história | 26 de dezembro | Brasil     |
| 7 | Uma Vida para Dois         | Armando de Miranda             | Drama                      | 12 de janeiro  | —          |
| 8 | A Volta de José do Telhado | Armando de Miranda             | Drama                      | 14 de setembro | —          |